# Rolls-Royce AE 3007
Rolls-Royce AE 3007 (у військових США: F137) — це турбовентиляторний двигун, який має спільне ядро з Rolls-Royce T406 (AE 1107) та AE 2100. Двигун спочатку був розроблений компанією Allison Engine Company (звідси й літери «AE» в позначені моделі), яка 1995 року була придбана Rolls-Royce Holdings, й увійшла до її дочірної компанії Rolls-Royce North America.

## Історія створення
1988 року компанії Allison Engine Company (на той час належала General Motors) та Rolls-Royce Holdings розпочали спільні дослідження зі створення авіаційного двигуна RB580 для регіонального реактивного літака FJX північноірландської аерокосмічної компанії Short Brothers. Двигун RB580, мав поєднувати в собі ядро турбовального двигуна Rolls-Royce T406 з контуром низького тиску, розробленим компанією Rolls-Royce. Наприкінці 1989 року, через зростання пріоритетності двигуна Rolls-Royce Trent та невизначеність щодо проєкту Short Brothers, Rolls-Royce вийшла із участі в ньому. Компанія Allison Engine самостійно продовжила роботи над створенням двигуна і, реструктурувавши програму, розпочала розробку нового широкохордового, титанового вентилятора і турбіни низького тиску.
Кілька місяців по тому компанія Allison Engine отримала важливе замовлення від компанії Embraer на виробництво двигуна для її літака ERJ-145, а у вересні 1990 року — від компанії Cessna на двигун для Cessna Citation X — далекомагістрального середнього бізнес-літака. Перший двигун GMA3007 (General Motors-Allison) пройшов випробування в середині 1991 року, а в середині 1992 року розпочалося його тестування на випробувальних стендах Citation.
1995 року Rolls-Royce придбала Allison Engine Company, у тому ж році перейменований двигун AE3007 (Allison Engine) вивів у перший політ регіональний Embraer ERJ-145. Версія двигуна AE3007C з номінальною тягою 28 кН для Citation X була сертифікована Федеральним авіаційним управлінням США у лютому 1995 року. Двигун AE3007A з тягою 39 кН — сертифікований для EMB-145 в грудні 1996 року.
1995 року версія двигуна AE3007H була обрана для програми безпілотних літальних апаратів (БпЛА) TierII+ Міністерства оборони США компанією Teledyne Ryan Aeronautical. Програма передбачала тривалі польоти на висотах більше 21000 м. Тому Allison Engine внесла конструкційні зміни у двигун для забезпечення роботи у розрідженій атмосфері. 1996 року двигун пройшов успішні випробування на великих висотах з розрідженою атмосферою в Центрі інженерних розробок Арнольда в Таллагомі, (штат Теннесі). 1999 року Teledyne Ryan Aeronautical придбала Northrop Grumman, яка продовжила проєкт TierII+ під назвою RQ-4 Global Hawk з двигуном AE3007H.
Ще один БпЛА дозаправлення в повітрі палубного базування Військово-морських сил США MQ-25 Stingray, створений компанією Boeing, оснащений турбовентиляторним двигуном Rolls-Royce AE 3007N.
Двигуни AE3007 виробляються корпорацією Rolls-Royce Holdings на заводі її дочірної компанії Rolls-Royce North America в Індіанаполісі (штат Індіана), яка поглинула Allison Engine Company.
Станом на 2023 рік двигуни AE 3007 перевищили 65 мільйонів годин нальоту в цивільних та військових літаках.

## Конструкція

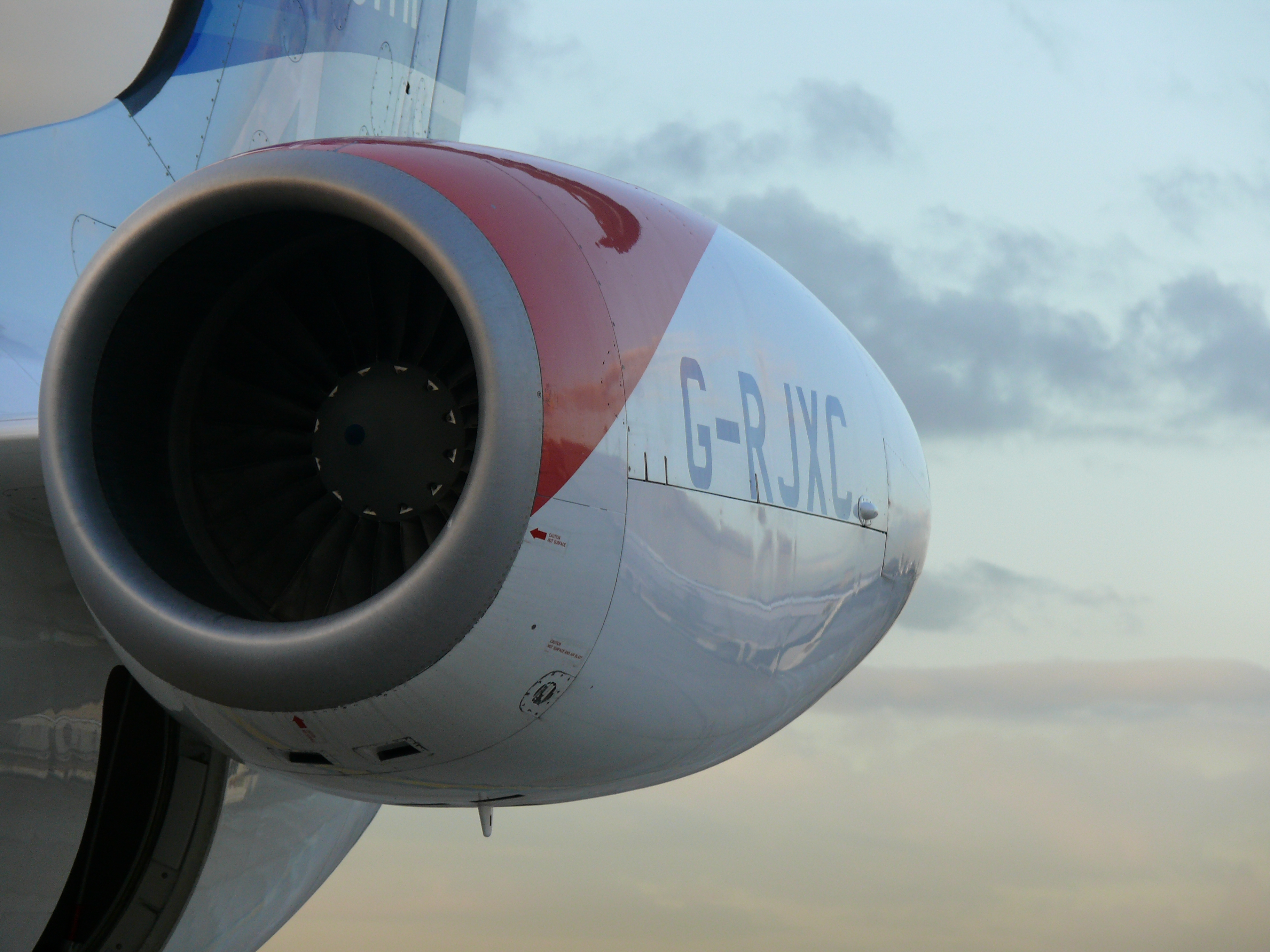
Двигун AE 3007/A1/1 літака Embraer EMB145EP в аеропорту Брюсселя

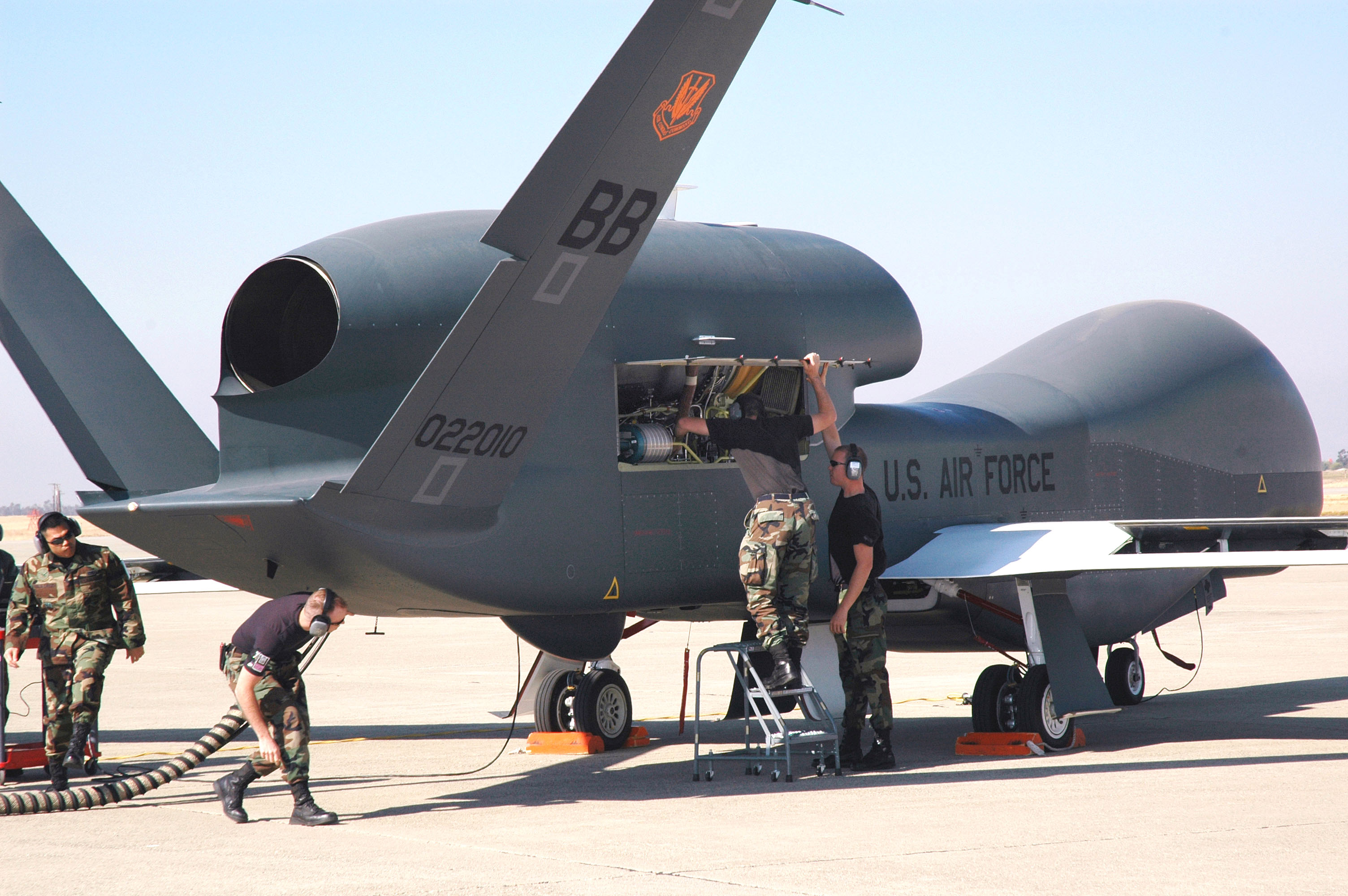
Перед вильотом RQ-4 Global Hawk з двигуном AE3007H

AE 3007 — це турбовентиляторний двигун середньої тяги, двоконтурний, з осьовим компресором і високим коефіцієнтом двоконтурності (~5:1). Його конструкція включає такі основні компоненти:
- одноступеневий вентилятор діаметром 0,97 м з 24-а широкохордними лопатками, виготовлений повністю з титанового сплаву;
- одноступеневий компресор низького тиску, з'єднаний з вентилятором;
- 14-ступеневий осьовий компресор високого тиску, в корпусі з титанового сплаву Ti6-2-4-2 (еквівалент в Україні — Ti-6Al-2Sn-4Zr-2Mo), перші вісім ступенів виготовлені зі сталі 17-4PH (AISI 630, X5CrNiCuNb16-4), останні ступені — із жароміцнішого сплаву Inconel 718;
- кільцева камера згоряння оснащена 16 паливними форсунками, які подають паливо під тиском у повітряному потоці, забезпечуючи тонке розпилення, вкрита тисячами лазерно просвердлених отворів, розташованих таким чином, щоб оптимізувати подачу повітря в зону горіння й процес згоряння палива;
- двоступенева турбіна високого тиску, лопатки другого ступеня якої монокристалічні виготовлені методом лиття з напрямленою кристалізацією із жароміцного нікелевого сплаву CMSX-4, як і лопатки першого ступеня, не охолоджуються;
- триступенева турбіною низького тиску, лопатки першого і другого ступенів виготовлені з Inconel 738, а лопатки третього ступеня — з Inconel 713;
- сопло;
- додатковий редуктор для приводу систем двигуна , як от оливна і паливна помпи, генератори змінного струму для живлення FADEC, і планера, як от два генератори, повітряно-турбінний стартер і гідравлічна помпа.

Двигун використовує автономну систему мащення, яка складається з оливного бака, помпи, фільтра та оливних охолоджувачів з паливним і повітряним охолодженням. Електронно-цифрова система управління двигуном (англ. Full Authority Digital Engine Control — FADEC) — забезпечує повністю цифрове управління двигуном. Довжина двигуна 2,92 м, базова маса 746 кг. 

## Модифікації AE 3007
| AE 3007C, C1, C2                           | Cessna Citation X                                                |
| AE 3007A, A1, A1/1, A1/3, A3, A1P, A1E, A2 | Embraer ERJ, Embraer Legacy 600, Embraer R-99                    |
| AE 3007H (F137)                            | Northrop Grumman RQ-4 Global Hawk, Northrop Grumman MQ-4C Triton |
| AE 3007N                                   | Boeing MQ-25 Stingray                                            |